# Топлотна капацитивност
Топлотна капацитивност или топлотни капацитет je физичка величина којом се дефинише однос предате количине топлотне енергије неком објекту и повећању његове температуре услед те добијене енергије:
{\displaystyle C\equiv {\frac {Q}{\Delta T}}.}
У општијем случају, топлотна капацитивност зависи од температуре и дефинише се као:
{\displaystyle C(T)\equiv {\frac {\delta Q}{dT}},}

## Врсте топлотне капацитивности
- Разликују се топлотне капацитивности при сталном притиску и при сталној запремини:

{\displaystyle c_{p}=\left({\frac {Q}{T_{2}-T_{1}}}\right)_{p}=\left({\frac {\Delta Q}{\Delta T}}\right)_{p}}
{\displaystyle c_{V}=\left({\frac {Q}{T_{2}-T_{1}}}\right)_{V}=\left({\frac {\Delta Q}{\Delta T}}\right)_{V}}
Мерна јединица за топлотне капацитете при сталном притиску и при сталној запремини у СИ систему је Џул по Келвину (J/K)
- Моларни топлотни капацитет је капацитет по једном молу:

{\displaystyle c_{p,V,mol.}={\frac {c_{p,V}}{n}}={\frac {1}{n}}\left({\frac {\Delta Q}{\Delta T}}\right)_{p,V}}
Јединица у СИ систему за моларни топлотни капацитет је J/molK
- Специфични топлотни капацитет је капацитет по јединици масе:

{\displaystyle C_{p,V}={\frac {c_{p,V}}{m}}={\frac {1}{m}}\left({\frac {\Delta Q}{\Delta T}}\right)_{p,V}}
Његова мерна јединица је J/kgK.

## Релације међу топлотним капацитивностима
Из закона термодинамике се могу извести разне релације међу топлотним капацитетима. У термодинамици су најважније релације између топлотних капацитивности на сталном притиску и на сталној запремини. У магнетизму најважнија веза између топлотних капацитивности на сталној магнетизацији и магнетној индукцији која представља аналогон најважније релације у термодинамици. Посебно се разматрају случајеви за парамагнетике, дијамагнетике итд.

### Мајерова релација
Мајерова релација даје везу између {\displaystyle c_{p}} и {\displaystyle c_{V}}. За идеални гас Мајерова релација гласи:
{\displaystyle c_{p}-c_{V}=nR,}
где је n количина супстанце, a R je Ридбергова константа, {\displaystyle R=8.314{\frac {J}{Kmol}}}.